# Gare de Mellier
La gare de Mellier est une ancienne gare ferroviaire belge de la ligne 162, de Namur à Sterpenich située à Mellier, ancienne commune rattachée à celle de Léglise, dans la province de Luxembourg en Région wallonne.

## Situation ferroviaire
La gare de Mellier était établie au point kilométrique (PK) 111,10 de la ligne 162, de Namur à Sterpenich (frontière luxembourgeoise), entre la gare de Lavaux (également fermée) et la gare de Marbehan (ouverte aux voyageurs).

## Histoire
La gare de Mellier est mise en service le 1er juillet 1881 par l'administration des chemins de fer de l’État belge sur une section de ligne mise en service en 1858 par la Grande compagnie du Luxembourg. En vertu d'une adjudication passée en décembre 1880 (avis du 15 octobre 1880), la gare dispose d'un pont à peser, d'un quai de chargement et d'une voie de garage avec heurtoir.
Au lieu d'y construire un bâtiment neuf, l’État choisit de réutiliser celui de la première gare d'Arlon, démonté avec soin pour être reconstruit pierre par pierre à Mellier pour un montant de 30 382 fr.
Le 3 juin 1984, la desserte voyageurs de la gare de Mellier est supprimée.
Quelques années auparavant, la gare était devenue une simple halte et son bâtiment racheté par la commune pour y installer son administration et un bureau de poste. Elle est par la suite utilisée par des associations locales avant d'être rénovée dans les années 2000 avec une salle pour des fêtes et événements privés dans l'ancienne aile droite et les locaux de mouvements de jeunesse dans l'ancien corps central.

## Patrimoine ferroviaire

Vue depuis un train en 2025
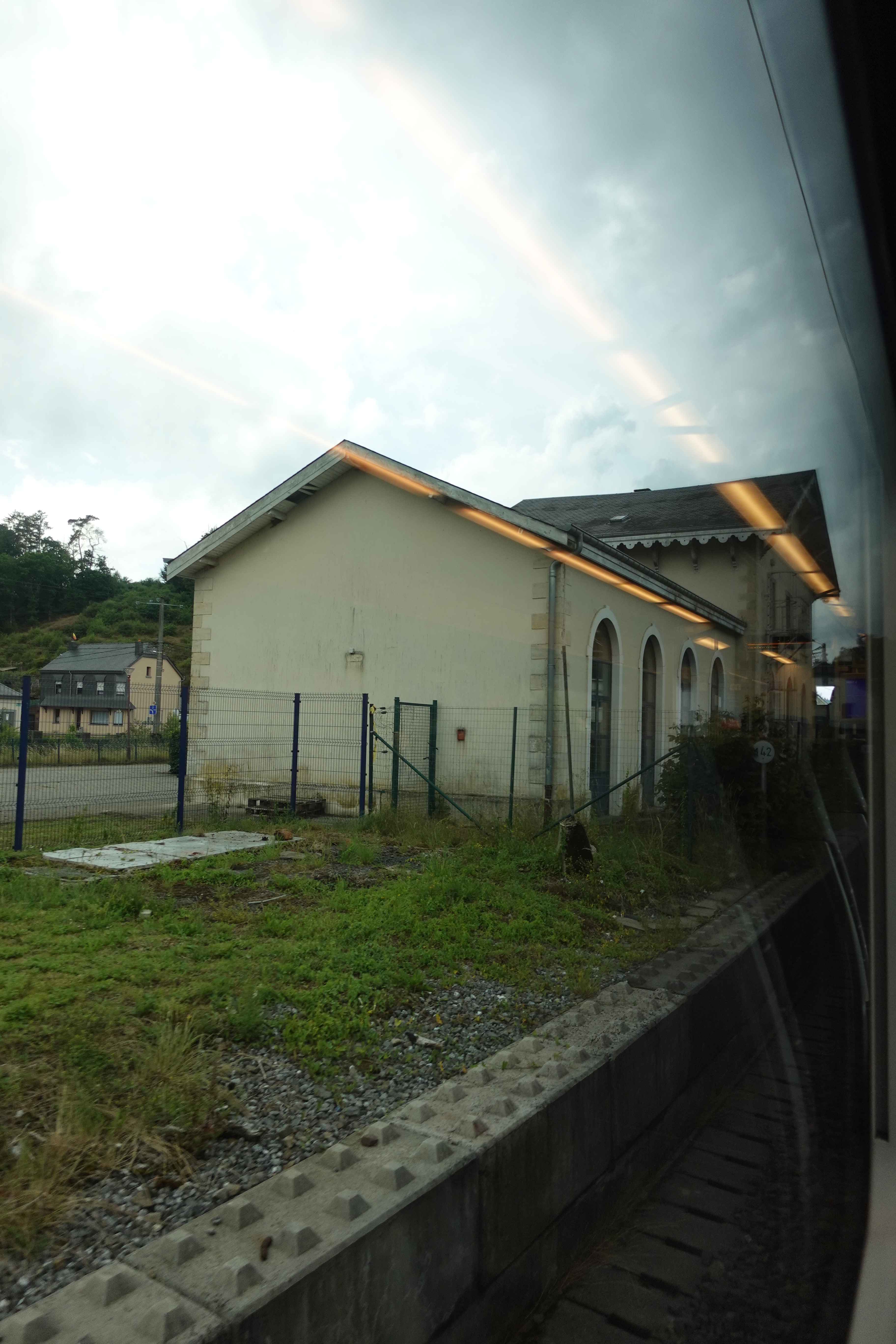
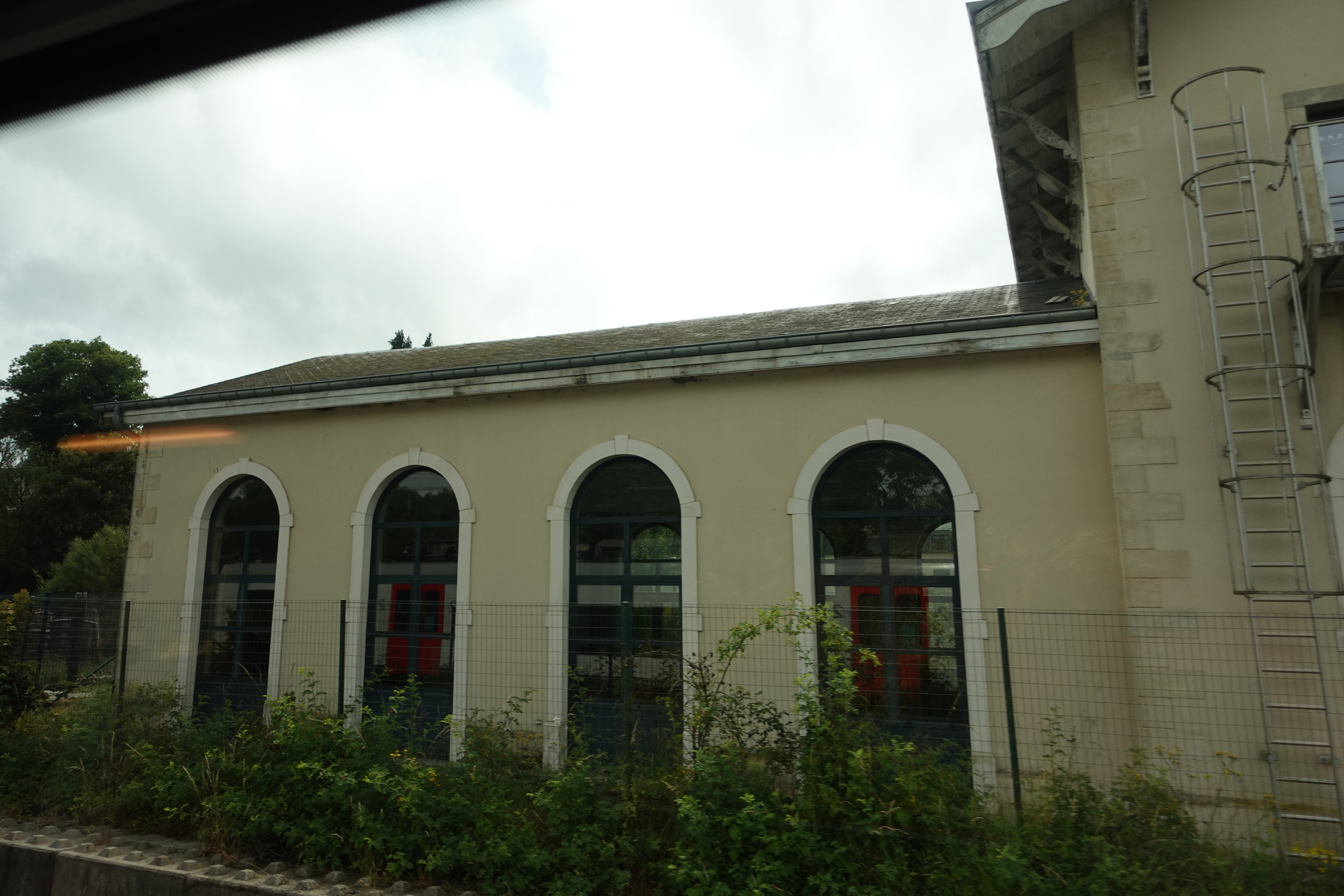

Le bâtiment de la gare, utilisé comme salle des fêtes et maison des mouvements de jeunesse, provient de la reconstruction de celui de la gare d'Arlon, bâtie en 1858, ce qui en fait l'une des plus anciennes gares de toute la province de Luxembourg avec Habay et Athus. Une gare monumentale de style Beaux-Arts l'a remplacé à Arlon en 1885.
Il s'agit d'un édifice avec un corps central de trois travées espacées sous bâtière transversale avec un œil-de-bœuf au pignon et une toiture à charpente débordante en bois avec une aile latérale (disposée à gauche) de quatre travées. Les percements du rez-de-chaussée sont coiffés d'arcs en plein cintre. À droite se trouvait à l'origine les dépendances dans une aile de deux travées à toit plat qui a par la suite été allongée et dotée d'un toit à deux versants.